# 八幡神社 (各務原市川島渡町)
八幡神社（はちまんじんじゃ）は、岐阜県各務原市川島渡町にある神社。渡八幡神社とも称する。
かわしま燦々夏祭りで行われている「かわしま川祭り」は、元々はこの八幡神社に合祀されている神明神社の川祭り「渡島川祭り」である。

## 概略
- 天明6年（1786年） - 創建。別の説では元禄年間の創建ともいう[1]。
- 享保8年（1723年）8月15日 - 近くの神明神社で川祭りが始まる。
- 1873年（明治6年） - 神明神社は八幡神社の境内社になる。川祭りの開催日が7月30日に変更される。開催場所は現在の木曽川南派川 の渡橋付近という。
- 1963年（昭和38年） - 河川改修の影響で川祭りが休止となる。
- 1995年（平成7年） - 「かわしま川祭り」として復活する。道具の紛失や老朽化の為、本来2艘の舟で行なうのを1艘に縮小して復活であったが、翌年より2艘となる。
- 1999年（平成11年） - 河川環境楽園が開園すると、開催場所を河川環境楽園に変更する。

## 祭神
- 応神天皇

## 合祀
- 神明神社（天照大神）[1]

## 境内社
- 津島神社（素戔雄尊）[1]
- 川除神社（天照大神） - 津島神社に合祀[1]

## 主な祭礼[1]
- 正月 - 歳旦祭
- 2月 - 祈年祭
- 5月 - 津島神社例祭
- 旧暦8月15日 - 八幡神社例祭
- 7月 - 神明神社例祭（渡島川祭り）
- 11月 - 新嘗祭

## 川まつり資料館
1963年（昭和38年）に渡島川祭りが休止となると、使用する道具は羽島郡川島町渡町（現在の各務原市川島渡町）の氏子の手で分散して保管されていたが、1985年（昭和60年）12月29日に渡島川祭りの道具一式が川島町の有形民俗文化財に指定（2006年（平成18年）3月15日各務原市指定文化財に再指定）されると、道具一式の保管展示施設を建設することとなり、1986年（昭和61年）7月30日、八幡神社境内に川まつり資料館として竣工。
収蔵物は山車（2艘）、祭礼道具176点、古文書36点などである。
基本的には一般公開されていない。利用する場合は、川まつり資料館の管理者（氏子総代など）に電話での事前予約が必要。

## 交通機関
- 各務原市ふれあいバス：川島線「渡西口」バス停より徒歩で約5分。